# Паметник на Тодор Каблешков (Копривщица)
Паметникът на Тодор Каблешков е изработен от Йордан Гаврилов и Георги Папагалов през 1980 г. Посветен е на Тодор Каблешков и се намира в близост до дома на революционера в град Копривщица, на улица „Тодор Каблешков“ в малък парк с формата на неправилен петоъгълник.
Той има оформен фундамент от гранитни блокчета. Фигурата на героя е обърната към изгрева на Слънцето и е с поглед устремен към бъдрщето. Излята е от бронз и е висока 290 см.Автори на проекта са Йордан Гаврилов, професор Георги Папагалов и Иван Николов.
В двора на къща музей „Тодор Каблешков“ е изложен бюст-паметник за спомен на посетителите, изработен от Петър Балабанов.
През 1967 г. признателните поколения железничари приемат името на Тодор Каблешков за патрон на Полувисшия железопътен институт. В 1969 г. в района на училището е издигнат негов паметник.
На друго място в памет на именитият копривщенец и неговите също загинали другари Георги Търнев и Стефан Почеков е съграден паметник. Издигнат е на лобното място на убитите двама въстаника от 1876 година и е на 250 м. южно от хижа „Хайдушка песен“.Хижата е в района на връх Козя стена, (1670 м.)
Паметникът на Тодор Каблешков, родната му къща и разположената срещу нея Кантарджийска къща съставляват своеобразен архитектурен ансамбъл. Към тях може да бъде добавен Храм Успение на Света Богородица, който заедно с ансамбъла „Първа пушка“, намиращ се недалече са две от най-посещаваните места в град Копривщица.